# السمكة الطائرة (كوكبة)

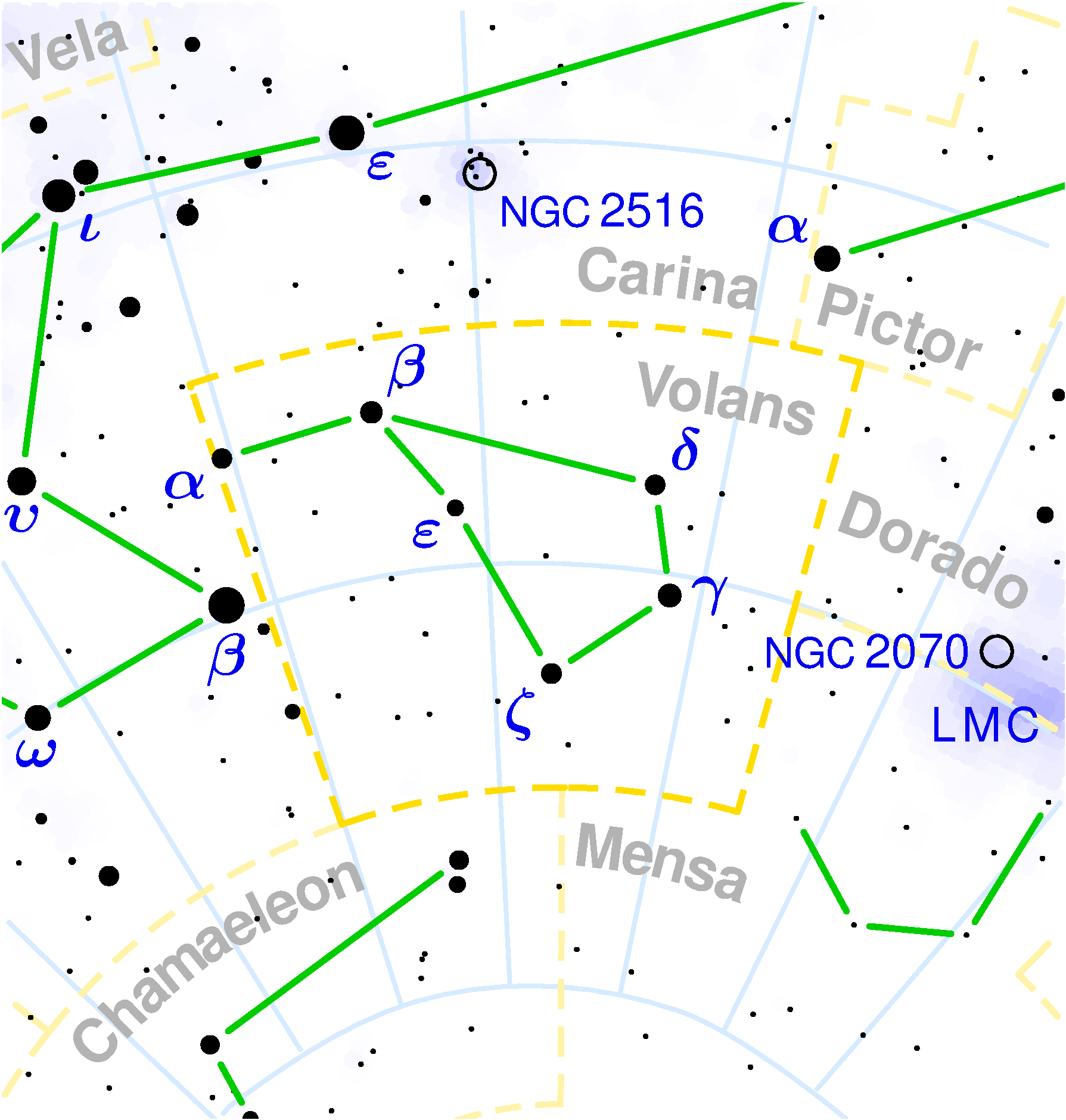
كوكبة السمكة الطائرة / Pisces Volans.

كوكبة السمكة الطائرة (باللاتينية: Pisces Volans) هي كوكبة صغيرة في سماء الجزء الجنوبي من الكرة الأرضية. تقع إلى الجنوب من كوكبة (Carina). ليس لأي من نجومها ضوء أقوى من الدرجة الثالثة.
تنتمي كوكبة السمكة الطائرة لمجموعة الكوكبات التي اكتشفت في نهاية القرن السادس عشر من قبل البحّارين الهولنديين بيتر ديركسون كايزر وفريدريك دي هوتمان. أضاف الفلكي يوهان باير الكوكبة إلى مؤلفه أطلس السماء (Uranometria) في سنة 1603.
- ترجمة عن الموسوعة الألمانية الحرة